# Август Циволка
Август Карлович Циволка (Циволко) (на руски: Август Карлович Циволька), с рождено име Аугуст Фридѐрик Циво̀лка (на полски: August Fryderyk Cywolka) е руски мореплавател от полски произход, изследовател на архипелага Нова Земя.

## Произход и години на образование (1810 – 1834)
Роден е през 1810 година във Варшава, Руска империя (днес в Полша), в семейство на дребни аристократи. През 1830 г. постъпва в морския кадетски корпус в Петербург и след две години го завършва първи по успех във випуска и с диплома за щурман. Постъпва на служба на фрегатата „Кастор“, с която плава до Холандия.

## Експедиционна дейност (1834 – 1839)

### Участие в експедицията на Пьотър Пахтусов (1834 – 1835)
През 1834 на кораба „Казаков“ участва като щурман в експедицията на Пьотър Пахтусов. Навлизат в протока Маточкин Шар, но не успяват в опита си да се придвижат на изток и в началото на октомври остават да зимуват в западната част на протока. През юли 1835 двамата се опитват да заобиколят от към запад северната част на Нова Земя, но един от корабите е смачкан от ледовете. Хората се спасяват с лодките.

### Участие в експедицията на Карл Ернст фон Баер (1837)
През 1837 г. на кораба „Кротов“ участва в експедицията на Карл Ернст фон Баер до Нова Земя, по време на която изследва протока Маточкин Шар (ширина 0,6 км).

### Самостоятелна експедиция на Нова Земя (1838 – 1839)
През 1838 г. предприема трето, вече самостоятелно плаване, към северните и североизточните брегове на Нова Земя, с цел провеждане на хидрографски изследвания. Надявайки се да заобиколи от север Нова Земя, достига едва до 74° 13' с. ш. и след като се разболява се завръща на кораба. По време на зимуването болестта му се усложнява и умира от скорбут на 16 март 1839 година на 29-годишна възраст.

## Памет
Неговото име носят:
- залив Циволка (70°41′ с. ш. 55°29′ и. д. / 70.683333° с. ш. 55.483333° и. д.), на Баренцово море, на южното крайбрежие на Южния остров на Нова земя;
- залив Циволка (74°28′ с. ш. 58°39′ и. д. / 74.466667° с. ш. 58.65° и. д.), на Карско море, на източното крайбрежие на Северния остров на Нова земя;
- нос Циволка (71°22′ с. ш. 52°54′ и. д. / 71.366667° с. ш. 52.9° и. д.), на източния бряг на остров Междушарски, архипелаг Нова земя;
- нос Циволка (73°57′ с. ш. 54°41′ и. д. / 73.95° с. ш. 54.683333° и. д.), на западния бряг на Северния остров на Нова земя;
- остров Циволка (74°21′ с. ш. 59°02′ и. д. / 74.35° с. ш. 59.033333° и. д.), в Карско море, покрай източното крайбрежие на Северния остров на Нова земя;
- остров Циволка (42°50′ с. ш. 131°35′ и. д. / 42.833333° с. ш. 131.583333° и. д.), в Японско море, залива Петър Велики;
- о-ви Циволка (76°39′ с. ш. 94°37′ и. д. / 76.65° с. ш. 94.616667° и. д.), в Карско море, в югозападната част на Норденшелд.